# Max Holloway
Pour les articles homonymes, voir Holloway.
Max Holloway, né le 4 décembre 1991 à Waiʻanae dans le comté d'Honolulu à Hawaï, est un pratiquant américain d'arts martiaux mixtes (MMA). Il combat actuellement à l'Ultimate Fighting Championship dans la division des poids plumes.
Après avoir remporté le titre intérimaire de cette catégorie en décembre 2016, il confirme en devenant le champion officiel face à José Aldo en juin 2017. Il défend alors son titre à trois reprises jusqu'en décembre 2019, où l'Australien Alexander Volkanovski lui ravit la ceinture.

## Biographie

### Jeunesse
Holloway est né à Honolulu, à Hawaï, et a grandi à Waianae, une région connue pour ses combats à mains nues. Il est d'origine hawaïenne et samoane.
Les parents de Holloway étaient de gros consommateurs de drogue, sa mère, Missy Kapoi, étant une consommatrice de méthamphétamine qui s'est ensuite rétablie. Son père, Mark Holloway, qui maltraitait constamment sa mère, est parti quand Max avait environ 11 ans,.
Max a commencé à s'entraîner au kick-boxing en 2007 à la fin de sa deuxième année, à l'âge de 15 ans, au sein de l'équipe Ruthless, et a remporté son premier combat amateur dans ce sport après trois jours d'entraînement.
Il est diplômé du lycée de Waianae en 2010.

## Palmarès en arts martiaux mixtes

### Distinctions
- Combat de la soirée (deux fois) (contre José Aldo et Justin Gaethje)
- Performance de la soirée (trois fois)
- KO de la soirée (deux fois)

### Historique des combats
| 35 combats     | 27 victoires | 8 défaites |
| Par KO         | 11           | 1          |
| Par soumission | 2            | 1          |
| Sur décision   | 14           | 6          |

| Résultat | Record | Adversaire            | Méthode                                        | Événement                                       | Date              | Round | Temps | Lieu                                    | Notes |
| -------- | ------ | --------------------- | ---------------------------------------------- | ----------------------------------------------- | ----------------- | ----- | ----- | --------------------------------------- | --- |
| Victoire | 27-8   | Dustin Poirier        | Décision unanime                               | UFC 318 : Holloway contre Poirier 3             | 20 juillet 2025   | 5     | 5:00  | Nouvelle-Orléans, Louisiane, États-Unis | Défend le titre symbolique BMF de l’UFC. Combat en poids légers.                                                                      |
| Défaite  | 26-8   | Ilia Topuria          | KO (coups de poing)                            | UFC 308                                         | 26 octobre 2024   | 3     | 1:34  | Abu Dhabi, Émirats Arabes Unis          | Pour le titre des poids plumes de l'UFC.                                                                                              |
| Victoire | 26-7   | Justin Gaethje        | KO (coup de poing)                             | UFC 300                                         | 13 avril 2024     | 5     | 4:59  | Las Vegas, Nevada, États-Unis           | Remporte le titre symbolique BMF de l’UFC. Combat en poids légers. Performance de la soirée. Combat de la soirée. KO de l’année 2024. |
| Victoire | 25-7   | Jung Chan-Sung        | KO (coup de poing)                             | UFC Fight Night: Holloway vs. The Korean Zombie | 26 août 2023      | 3     | 0:23  | Singapour                               | |
| Victoire | 24-7   | Arnold Allen          | Décision unanime                               | UFC on ESPN: Holloway vs. Allen                 | 15 avril 2023     | 5     | 5:00  | Kansas City (Missouri), États-Unis      | |
| Défaite  | 23-7   | Alexander Volkanovski | Décision unanime                               | UFC 276: Adesanya vs. Cannonier                 | 2 juillet 2022    | 5     | 5:00  | Las Vegas, Nevada, États-Unis           | Pour le titre des poids plumes de l'UFC.                                                                                              |
| Victoire | 23-6   | Yair Rodríguez        | Décision unanime                               | UFC Fight Night: Holloway vs. Rodríguez         | 13 novembre 2021  | 5     | 5:00  | Las Vegas, Nevada, États-Unis           | Combat de la soirée. |
| Victoire | 22-6   | Calvin Kattar         | Décision unanime                               | UFC on ABC: Holloway vs. Kattar                 | 16 janvier 2021   | 5     | 5:00  | Abou Dabi, Émirats arabes unis          | |
| Défaite  | 21-6   | Alexander Volkanovski | Décision partagée                              | UFC 251: Usman vs. Masvidal                     | 12 juillet 2020   | 5     | 5:00  | Abou Dabi, Émirats arabes unis          | Pour le titre des poids plumes de l'UFC.                                                                                              |
| Défaite  | 21-5   | Alexander Volkanovski | Décision unanime                               | UFC 245: Usman vs. Covington                    | 14 décembre 2019  | 5     | 5:00  | Las Vegas, Nevada, États-Unis           | Perd le titre des poids plumes de l'UFC.                                                                                              |
| Victoire | 21-4   | Frankie Edgar         | Décision unanime                               | UFC 240: Holloway vs. Edgar                     | 27 juillet 2019   | 5     | 5:00  | Edmonton, Alberta, Canada               | Défend le titre des poids plumes de l'UFC.                                                                                            |
| Défaite  | 20-4   | Dustin Poirier        | Décision unanime                               | UFC 236: Holloway vs. Poirier II                | 14 avril 2019     | 5     | 5:00  | Atlanta, Géorgie, États-Unis            | Pour la ceinture intérimaire des poids légers de l’UFC.                                                                               |
| Victoire | 20-3   | Brian Ortega          | TKO (arrêt du médecin)                         | UFC 231: Ortega vs. Holloway                    | 8 décembre 2018   | 4     | 5:00  | Toronto, Ontario, Canada                | Défend le titre des poids plumes de l'UFC.                                                                                            |
| Victoire | 19-3   | José Aldo             | TKO (coups de poing)                           | UFC 218: Aldo vs. Holloway 2                    | 2 décembre 2017   | 3     | 4:51  | Détroit, Michigan, États-Unis           | Défend le titre des poids plumes de l'UFC.                                                                                            |
| Victoire | 18-3   | José Aldo             | TKO (coups de poing)                           | UFC 212: Aldo vs. Holloway                      | 3 juin 2017       | 3     | 4:13  | Rio de Janeiro, Brésil                  | Unifie les titres des poids plumes de l'UFC. Combat de la soirée.                                                                     |
| Victoire | 17-3   | Anthony Pettis        | TKO (coup de pied au ventre et coups de poing) | UFC 206: Holloway vs. Pettis                    | 10 décembre 2016  | 3     | 4:50  | Toronto, Ontario, Canada                | Remporte le titre intérimaire des poids plumes de l'UFC. Performance de la soirée.                                                    |
| Victoire | 16-3   | Ricardo Lamas         | Décision unanime                               | UFC 199: Rockhold vs. Bisping II                | 4 juin 2016       | 3     | 5:00  | Inglewood, Californie, États-Unis       | |
| Victoire | 15-3   | Jeremy Stephens       | Décision unanime                               | UFC 194: Aldo vs. McGregor                      | 12 décembre 2015  | 3     | 5:00  | Las Vegas, Nevada, États-Unis           | |
| Victoire | 14-3   | Charles Oliveira      | TKO (blessure à la nuque)                      | UFC Fight Night: Holloway vs. Oliveira          | 23 août 2015      | 1     | 1:39  | Saskatoon, Saskatchewan, Canada         | |
| Victoire | 13-3   | Cub Swanson           | Soumission (étranglement en guillotine)        | UFC on Fox: Machida vs. Rockhold                | 18 avril 2015     | 3     | 3:58  | Newark, New Jersey, États-Unis          | Performance de la soirée. |
| Victoire | 12-3   | Cole Miller           | Décision unanime                               | UFC Fight Night: Henderson vs. Thatch           | 14 février 2015   | 3     | 5:00  | Broomfield, Colorado, États-Unis        | |
| Victoire | 11-3   | Akira Corassani       | KO (coups de poing)                            | UFC Fight Night: Nelson vs. Story               | 4 octobre 2014    | 1     | 3:11  | Stockholm, Suède                        | Performance de la soirée. |
| Victoire | 10-3   | Clay Collard          | TKO (coups de poing)                           | UFC Fight Night: Henderson vs. dos Anjos        | 23 août 2014      | 3     | 3:47  | Tulsa, Oklahoma, États-Unis             | |
| Victoire | 9-3    | Andre Fili            | Soumission (étranglement en guillotine)        | UFC 172: Jones vs. Teixeira                     | 26 avril 2014     | 3     | 3:39  | Baltimore, Maryland, États-Unis         | |
| Victoire | 8-3    | Will Chope            | TKO (coups de poing)                           | UFC Fight Night: Saffiedine vs. Lim             | 4 janvier 2014    | 2     | 2:27  | Marina Bay, Singapour                   | KO de la soirée. |
| Défaite  | 7-3    | Conor McGregor        | Décision unanime                               | UFC Fight Night: Shogun vs. Sonnen              | 17 août 2013      | 3     | 5:00  | Boston, Massachusetts, États-Unis       | |
| Défaite  | 7-2    | Dennis Bermudez       | Décision partagée                              | UFC 160: Velasquez vs. Bigfoot II               | 25 mai 2013       | 3     | 5:00  | Las Vegas, Nevada, États-Unis           | |
| Victoire | 7-1    | Leonard Garcia        | Décision partagée                              | UFC 155: dos Santos vs. Velasquez II            | 29 décembre 2012  | 3     | 5:00  | Las Vegas, Nevada, États-Unis           | |
| Victoire | 6-1    | Justin Lawrence       | TKO (coups de poing)                           | UFC 150: Henderson vs. Edgar II                 | 11 août 2012      | 2     | 4:49  | Denver, Colorado, États-Unis            | |
| Victoire | 5-1    | Pat Schilling         | Décision unanime                               | The Ultimate Fighter 15 Finale                  | 1er juin 2012     | 3     | 5:00  | Las Vegas, Nevada, États-Unis           | |
| Défaite  | 4-1    | Dustin Poirier        | Soumission (clé de bras en triangle)           | UFC 143: Diaz vs. Condit                        | 4 février 2012    | 1     | 3:23  | Las Vegas, Nevada, États-Unis           | |
| Victoire | 4-0    | Eddie Rincon          | Décision unanime                               | UIC 4: War on the Valley Isle                   | 11 juillet 2011   | 3     | 5:00  | Honolulu, Hawaï, États-Unis             | |
| Victoire | 3-0    | Harris Sarmiento      | Décision partagée                              | X-1: Champions 3                                | 12 mars 2011      | 5     | 5:00  | Honolulu, Hawaï, États-Unis             | Remporte le titre des légers du X-1.                                                                                                  |
| Victoire | 2-0    | Bryson Kamaka         | KO (coups de poing)                            | X-1: Island Pride                               | 6 novembre 2010   | 1     | 3:09  | Honolulu, Hawaï, États-Unis             | |
| Victoire | 1-0    | Duke Saragosa         | Décision unanime                               | X-1: Heroes                                     | 11 septembre 2010 | 3     | 5:00  | Honolulu, Hawaï, États-Unis             | |

## Filmographie
- 2018 : Criminal Squad: Bas

- 2018 : Hawaii 5-0 : homme de main d’une chef yakuza